# Kim Friele
Karen-Christine Friele (el cognom de naixement és Wilhelmsen; 27 de maig de 1935 - 22 de novembre 2021), coneguda com a Kim Friele, va ser una activista noruega dels drets humans i els drets dels homosexuals, famosa per ser la primera noruega a reconèixer públicament la seva sexualitat i reivindicar-la, el juny de 1965. DE 1966 a 1971 va liderar l'organització anteriorment secreta Forbundet av 1948, de la qual va ser secretària general fins a 1989.
L'estiu de 1977 va conèixer Wenche Lowzow, una destacada política del Partit Conservador, que seria des d'aleshores la seva parella. L'any 1993 van ser de les primeres a formalitzar la seva relació quan es van permetre les unions entre persones del mateix sexe. Va escriure diversos llibres sobre drets humans i dels homosexuals, a partir de 1970.